# Budokan: The Martial Spirit
Budokan: The Martial Spirit är ett datorspel utgivet av EA 1989 till olika konsoler. Spelet är ett man mot man-fightingspel.

## Handling
Olika kampsportsutövare som deltar i en stor turnering, Budokan, i  Nippon Budokan i Tokyo. Man kan välja mellan olika vapen och stridsmetoder.
- Bo - japansk trästav
- Karate - stridsmetod från Okinawaöarna, utan vapen
- Kendo - japansk fäktningsteknik med träsvärd
- Nunchaku - Kedjevapen

### Fotnoter
1. ↑  ”Budokan: The Martial Spirit” (på engelska). Mobygames. 11 mars 1989. http://www.mobygames.com/game/budokan-the-martial-spirit. Läst 12 juni 2014.